# Contal
La Mototri Contal è stata una casa automobilistica francese fondata a Neuilly nel 1901 da Camille Contal.

## Storia
Essenzialmente tutte le automobili Contal erano abbastanza simili tra loro; i veicoli in sé erano piuttosto semplici, si trattava di un triciclo con due ruote sterzanti davanti e una ruota posteriore trainante sopra la quale era posto l'asse con la postazione di guida. Le parti meccaniche erano sistemate nella parte anteriore del veicolo proprio sotto il sedile per il passeggero, il quale si trovava tra le due ruote sterzanti e che stranamente si trovava davanti al conducente e non viceversa come su tutte le automobili.
Le prime prodotte furono vetture elettriche, ma nel 1905 venne prodotto il Mototri 4 HP con trazione a catena sull'unica ruota posteriore.
Con l'avvento di motori sempre più potenti e di tecnologie più avanzate la Contal fu costretta a chiudere battenti nel 1908.

## La Pechino -Parigi
Il vero motivo della popolarità della marca fu la sua partecipazione, nel 1907, al Raid Pechino-Parigi. Nell'occasione Camille Contal mise alla guida del suo triciclo, equipaggiato a 6 HP, Auguste Pons, mentre unico passeggero era il meccanico Octave Foucault. Si trattò dell'equipaggio più sfortunato della gara, perché i due furono costretti a ritirarsi e ad abbandonare il veicolo nel bel mezzo del Deserto del Gobi, rischiando addirittura di morire. Pons e Foucault furono infine salvati da alcuni nomadi mongoli che li riportarono sani e salvi a Pechino.